# 第二赫沃茲達夫卡

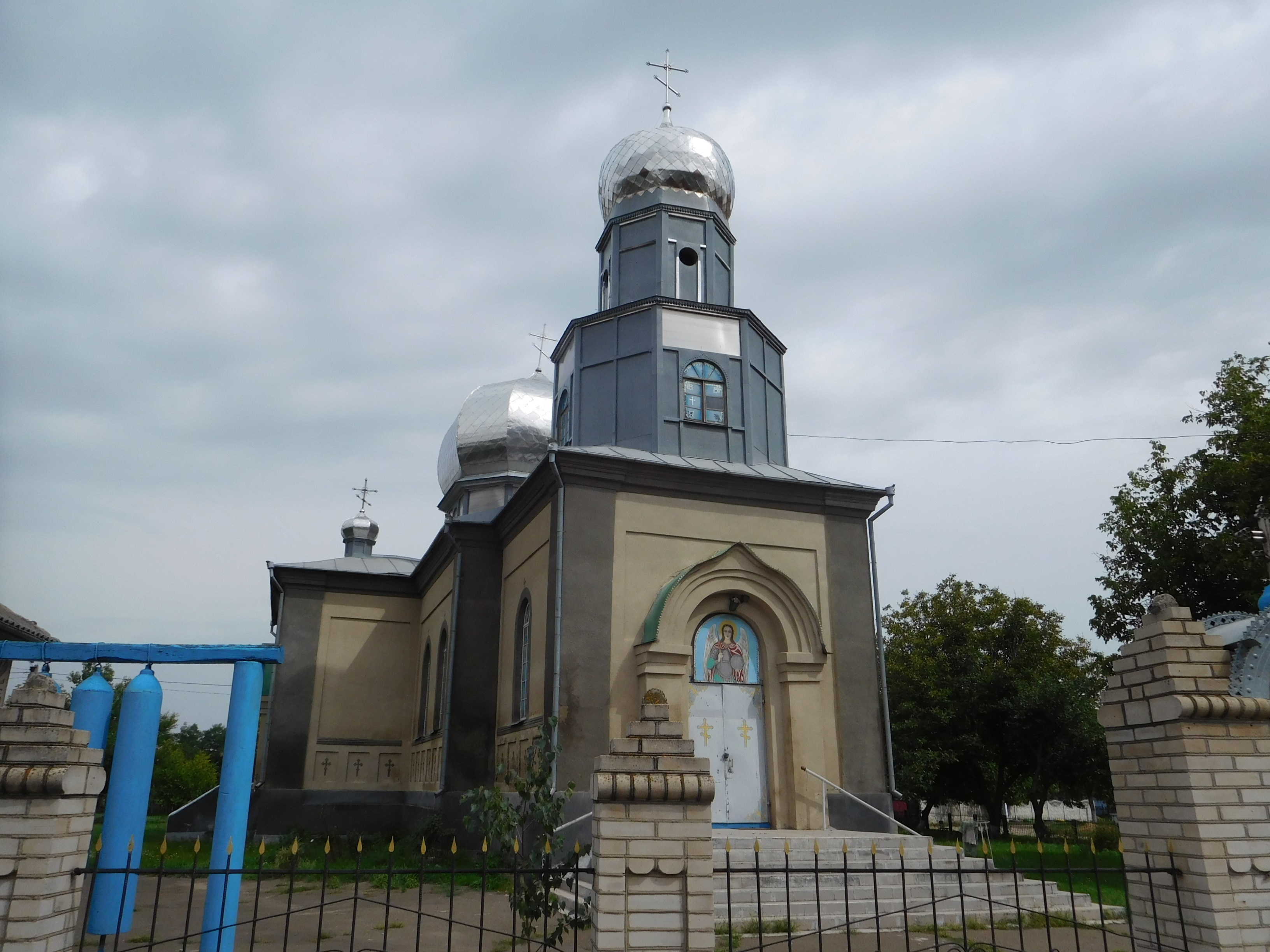
教堂

47°52′40″N 30°4′55″E / 47.87778°N 30.08194°E
第二赫沃茲達夫卡（烏克蘭語：Гвоздавка Друга）是位於烏克蘭西南部的村莊，由敖德萨州波季利斯克区的澤列諾希爾斯凱市鎮負責管轄。該村始建於1796年，面積6.33平方公里，海拔高度134米，2001年人口1,074，人口密度每平方公里169.61人。